# René Camoin
Pour les articles homonymes, voir Camoin.
René Camoin est un comédien français né le 24 mars 1932 à Allauch et mort le 13 octobre 2012 à Levallois-Perret.

## Biographie
Reçu au Conservatoire national supérieur d'art dramatique de Paris en même temps que Jean-Paul Belmondo, René Camoin est Premier Prix du Conservatoire en 1957. Il est aussitôt engagé à la Comédie-Française à titre de pensionnaire et il en devient le 442e sociétaire en 1966.
En 1980, il quitte la Comédie-Française pour entreprendre une carrière sur les boulevards et fait de nombreuses tournées en France et à l'étranger. Il a également joué dans plusieurs films à la télévision.
En 2001, il reçoit un Molière collectif pour le spectacle Chantons sous la pluie.

## Théâtre

### Comédie-Française
- Entrée à la Comédie-Française en 1957
- Sociétaire du 1er janvier 1966 au 31 décembre 1978
- 442e sociétaire
- Rengagé pensionnaire le 1er janvier 1979
- Départ le 31 décembre 1980
- 1958 : Amphitryon, de Molière, mise en scène Jean Meyer
- 1958 : Un roi, deux dames et un valet, de François Porché d'après Madame Simone, mise en scène Jacques Sereys
- 1958 : Le Malade imaginaire de Molière, mise en scène Robert Manuel
- 1959 : Port-Royal d'Henry de Montherlant, mise en scène Jean Meyer
- 1960 : Le Voyage à Biarritz de Jean Sarment, mise en scène de l'auteur
- 1960 : Chacun sa vérité de Luigi Pirandello, mise en scène Charles Dullin
- 1960 : L'Avare de Molière, mise en scène Jean Meyer
- 1960 : Le Cid de Corneille, mise en scène Jean Yonnel
- 1960 : Le Cardinal d'Espagne d'Henry de Montherlant, mise en scène Jean Mercure
- 1961 : Un conte d'hiver de Shakespeare, mise en scène Julien Bertheau
- 1961 : Ruy Blas de Victor Hugo, mise en scène Raymond Rouleau
- 1961 : Un fil à la patte de Georges Feydeau, mise en scène Jacques Charon
- 1962 : Le Dindon de Georges Feydeau, mise en scène Jean Meyer
- 1962 : Le Menteur de Corneille, mise en scène Jacques Charon
- 1962 : Supplément au voyage de Cook de Jean Giraudoux, mise en scène Jacques Charon
- 1963 : Électre de Jean Giraudoux, mise en scène Pierre Dux
- 1963 : L'Avare de Molière, mise en scène Jacques Mauclair
- 1964 : Cyrano de Bergerac d'Edmond Rostand, mise en scène Jacques Charon
- 1964 : Donogoo de Jules Romains, mise en scène Jean Meyer
- 1966 : Le Jeu de l'amour et du hasard de Marivaux, mise en scène Maurice Escande
- 1966 : Le Chandelier d'Alfred de Musset, mise en scène Raymond Gérôme
- 1966 : La Soif et la faim d'Eugène Ionesco, mise en scène Jean-Marie Serreau
- 1966 : Le Jeu de l'amour et de la mort de Romain Rolland, mise en scène Jean Marchat
- 1967 : L'Émigré de Brisbane de Georges Schéhadé, mise en scène Jacques Mauclair
- 1968 : Le Joueur de Jean-François Regnard, mise en scène Jean Piat
- 1969 : Barberine d'Alfred de Musset, mise en scène Jean-Paul Roussillon
- 1969 : L'Avare de Molière, mise en scène Jean-Paul Roussillon
- 1969 : Vingt-neuf degrés à l'ombre d'Eugène Labiche, mise en scène Jean Piat
- 1970 : Le Songe d'August Strindberg, mise en scène Raymond Rouleau
- 1971 : Becket ou l'Honneur de Dieu de Jean Anouilh, mise en scène de l'auteur et Roland Piétri
- 1972 : La Troupe du Roy, Hommage à Molière par les Comédiens-Français, mise en scène Paul-Émile Deiber
- 1972 : La Commère de Marivaux, mise en scène Michel Duchaussoy
- 1972 : Le Ouallou de Jacques Audiberti, mise en scène André Reybaz
- 1972 : Richard III de William Shakespeare, mise en scène Terry Hands, Festival d'Avignon puis salle Richelieu
- 1972 : Le Bourgeois gentilhomme de Molière, mise en scène Jean-Louis Barrault
- 1973 : Richard III de William Shakespeare, mise en scène Terry Hands, Aldwych Theatre Londres
- 1973 : Dom Juan de Molière, mise en scène Antoine Bourseiller
- 1973 : Tartuffe de Molière, mise en scène Jacques Charon
- 1973 : Les Fourberies de Scapin de Molière, mise en scène Jacques Échantillon, Comédie-Française, Festival de Bellac
- 1973 : Henri IV de Luigi Pirandello, mise en scène Raymond Rouleau, Comédie-Française au théâtre national de l'Odéon puis salle Richelieu
- 1974 : Ondine de Jean Giraudoux, mise en scène Raymond Rouleau
- 1974 : L'Impromptu de Marigny de Jean Poiret, mise en scène Jacques Charon
- 1975 : Horace de Corneille, mise en scène Jean-Pierre Miquel
- 1975 : Le Plus Heureux des trois d'Eugène Labiche et Edmond Gondinet, mise en scène Jacques Charon
- 1975 : La Jalousie du barbouillé de Molière, mise en scène Alain Pralon
- 1976 : La Commère de Marivaux, mise en scène Jean-Paul Roussillon
- 1976 : Maître Puntila et son valet Matti de Bertolt Brecht, mise en scène Guy Rétoré
- 1976 : Lorenzaccio d'Alfred de Musset, mise en scène Franco Zeffirelli
- 1977 : Le Malade imaginaire de Molière, mise en scène Jean-Laurent Cochet
- 1977 : Le Mariage de Figaro de Beaumarchais, mise en scène Jacques Rosner
- 1978 : Les Fourberies de Scapin de Molière, mise en scène Jacques Échantillon (reprise)

### Hors Comédie-Française
- 1954 : La main passe de Georges Feydeau, mise en scène Jean Meyer, théâtre Antoine
- 1955 : Nekrassov de Jean-Paul Sartre, mise en scène Jean Meyer, théâtre Antoine
- 1967 : Faisons un rêve de Sacha Guitry, mise en scène Robert Lamoureux, théâtre des Célestins
- 1968 : La Courte Paille de Jean Meyer, mise en scène de l'auteur, tournée
- 1970 : La Cruche de Georges Courteline, mise en scène d'André Teisseire
- 1978 : Électre de Jean Giraudoux, mise en scène Dominique Leverd, Festival de Bellac
- 1983 : Et l'homme tua la femme de Pierre Roudy, mise en scène Jean Guichard, Théâtre municipal d'Angers
- 1984 : Treize à table de Marc-Gilbert Sauvajon, mise en scène René Clermont, théâtre Édouard VII
- 1986 : Les Brumes de Manchester de Frédéric Dard, mise en scène Robert Hossein, théâtre Marigny
- 1987 : Les Brumes de Manchester de Frédéric Dard, mise en scène Robert Hossein, théâtre de Paris
- 1988 : Les Fourberies de Scapin de Molière, mise en scène Marcelle Tassencourt, Grand Trianon Versailles
- 2007-2011 : Vauban, la tour défend le roi de Florence Camoin, en tournée
- 2008 : Delacroix, une liaison secrète de Florence Camoin, Festival off d'Avignon :
- 2009 : Les Facéties de Versailles de Florence Camoin, mise en scène René Camoin
- 2010 : Tartuffe de Molière, Théâtre de Saint-Maur, rôle Tartuffe, mise en scène René Camoin
- 2011 : Les vœux de la religieuse, de Florence Camoin, d'après Diderot Théâtre de Saint-Maur
- 2011 : Le Malade imaginaire de Molière, Théâtre de Saint-Maur et Marseille le 24 mars 2012, mise en scène René Camoin
- 2012 : Vauban, la tour défend le roi, Ile Tatihou, 3 et 4 août 2012

Il a également joué dans :
- La Mamma d'André Roussin
- Siegfried et le Limousin et Ondine de Jean Giraudoux
- L'Étiquette de T. Doim
- Adelaïde 90 de et avec Robert Lamoureux
- Trois partout de Jean Poiret
- 1788
- Le Franc-tireur
- Le Truqueur
- La Guerre des femmes d'Alexandre Dumas
- Amuse-gueule
- Yes de Maurice Yvain
- La Mascotte d'Audran
- La Belle de Cadix et Andalousie de Francis Lopez
- Phi-Phi d'Henri Christiné
- Le Carnaval de Londres de Darius Milhaud
- Hello Dolly de Bernard Broca

## Filmographie

### Télévision
- 1974 : Ondine de Jean Giraudoux, mise en scène Raymond Rouleau, Comédie-Française
- 1978 : 1788 de Maurice Failevic
- 1978 : Le Franc-tireur, de Maurice Failevic : Pontier
- 1979 : Par-devant notaire segment Le Bout du monde : Me Ruchair
- 1980 : La Vie des autres : La Part des ténèbres de Jean-Luc Moreau

### Au théâtre ce soir
- 1970 : La Brune que voilà de Robert Lamoureux, mise en scène Robert Thomas, réalisation Pierre Sabbagh, théâtre Marigny
- 1970 : Un fil à la patte de Georges Feydeau, mise en scène Jacques Charon, réalisation Pierre Sabbagh, théâtre Marigny (spectacle de la Comédie-Française)
- 1979 : Mon crime de Louis Verneuil & Georges Berr, mise en scène Robert Manuel, réalisation Pierre Sabbagh, théâtre Marigny
- 1979 : La Gueule du loup de Stephen Wendt, adaptation Marc-Gilbert Sauvajon, mise en scène René Clermont, réalisation Pierre Sabbagh, théâtre Marigny
- 1979 : La Route des Indes de Jacques Deval, mise en scène Robert Manuel, réalisation Pierre Sabbagh, théâtre Marigny
- 1984 : Treize à table, de Marc-Gilbert Sauvajon, avec Marthe Mercadier, dans le rôle d'Antoine Villardier. Enregistrée au théâtre Édouard VII.